# International Challenger Zhangjiagang 2024
L'International Challenger Zhangjiagang 2024 è stato un torneo maschile di tennis professionistico. È stata la 5ª edizione del torneo, facente parte della categoria Challenger 75 nell'ambito dell'ATP Challenger Tour 2024, con un montepremi di 82 000 $. Si è giocato dal 26 agosto al 1° settembre 2024 sui campi in cemento della Accademia tennistica cinese Zhangjiagang di Zhangjiagang, in Cina.

## Partecipanti

### Teste di serie
| Nazionalità   | Giocatore         | Ranking* | Testa di serie |
| ------------- | ----------------- | -------- | -------------- |
| Hong Kong     | Coleman Wong      | 153      | 1              |
| Corea del Sud | Hong Seong-chan   | 154      | 2              |
| Taipei cinese | Hsu Yu-hsiou      | 185      | 3              |
| Giappone      | Yasutaka Uchiyama | 197      | 4              |
| Australia     | Marc Polmans      | 201      | 5              |
| Kazakistan    | Beibit Zhukayev   | 217      | 6              |
| Estonia       | Mark Lajal        | 250      | 7              |
|               | Jahor Herasimaŭ   | 256      | 8              |

* Ranking al 19 agosto 2024.

### Altri partecipanti
I seguenti giocatori hanno ricevuto una wild card per il tabellone principale:
- Tang Sheng
- Wu Yibing
- Zhou Yi

Il seguente giocatore è entrato in tabellone come alternate::
- Philip Henning

I seguenti giocatori sono passati dalle qualificazioni:
- Egor Agafonov
- Lukáš Pokorný
- Kris van Wyk
- Ajeet Rai
- Norbert Gombos
- Yusuke Takahashi

Il seguente giocatore è entrato in tabellone come lucky loser:
- Evgenij Donskoj

## Punti e montepremi
| Torneo    | Torneo              | V     | F     | SF    | QF    | 2T    | 1T  | Q | Q2  | Q1  |
| Singolare | Punti               | 75    | 44    | 22    | 12    | 6     | 0   | 4 | 2   | 0   |
| Singolare | Premi in denaro ($) | 9 880 | 5 820 | 3 450 | 2 000 | 1 165 | 720 | – | 360 | 185 |
| Doppio    | Punti               | 75    | 44    | 22    | 12    | –     | 0   | – | –   | –   |
| Doppio    | Premi in denaro ($) | 4 250 | 2 450 | 1 480 | 880   | –     | 500 | – | –   | –   |

## Campioni

### Singolare
Yasutaka Uchiyama ha sconfitto in finale  Mark Lajal con il punteggio di 6(4)–7, 6–2, 6–2.

### Doppio
Kaichi Uchida /  Takeru Yuzuki hanno sconfitto in finale  Francis Casey Alcantara /  Pruchya Isaro con il punteggio di 6–1, 7–5.